# Chris Andersen

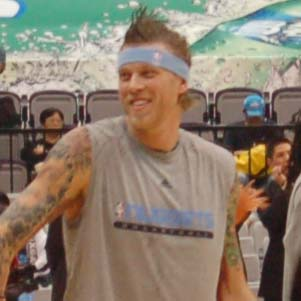
Chris "Birdman" Andersen 2009.

Christopher Claus "Chris" Andersen, född 7 juli 1978 i Long Beach i Kalifornien, även känd under smeknamnet "Birdman", är en amerikansk basketspelare. Chris Andersen spelar för Cleveland Cavaliers i NBA som power forward alternativt som center.
Chris Andersen har under sina år i NBA gjort sig känd som en jobbig spelare att möta med sin förmåga att blocka sina motståndare. Han är en väldigt atletiskt spelare som är bra på att komma in och ge energi till sitt lag, dunkar och returer är hans styrkor.
Säsongen 2012/2013 var första gången Chris Andersen vann NBA, Miami Heats andra raka NBA-titel. Han hade ett starkt bidragande till vinsten mot Indiana Pacers i semifinalen (Conference Finals) där han i den sjätte matchen slog rekord i Miami Heat med 7/7 field goals, dvs 15 poäng av 15 möjliga, något som inget har gjort i Miami Heats slutspelshistoria.

## Tatueringar
Chris Andersen är känd för sina tatueringar. Sin första tatuering gjorde han på armen när han var 18 år gammal, ett kinesiskt tecken som han hade fått i present av sin mamma. På halsen har han en tatuering som det står "Free Bird", något som han tatuerade in när han kom tillbaka till NBA efter att ha blivit avstängd i två år för användning av droger. På bicepsen har han tatuerat in vingar som är en favorit bland fansen. Han har även tatuerat nästan hela magen.